# Konståret 1975

## Händelser

### Okänt datum
- Sveriges Konstföreningars Riksförbund startar tidskriften Konstperspektiv.
- Illustratörcentrum bildades.
- Kulturtidskriften Artes startades av tre svenska kulturakademier.
- Konstnärssamhället Kollektiv Herzogstrasse grundas av bland andra Heimrad Prem
- Skulptörförbundet bildades
- Konstnärsgruppen Tuoddargruppen bildades i Malmberget
- Mona Hatoum lämnar sitt hemland Libanon för att studera på Byam Shaw School of Art i London.

## Utmärkelser
- Archibald Prize: Kevin Connor - The Hon Sir Frank Kitto, KBE
- Prins Eugen-medaljen tilldelas Lage Lindell, målare, Liss Eriksson, skulptör, och Kjell Lund, norsk arkitekt

## Verk
- Vito Acconci - Plot
- Dara Birnbaum - Attack Piece
- Marcel Broodthaers - Daguerre's Soup, La salle blanche
- Eduardo Kingman - Unidad
- Gordon Matta-Clark - Day's End, Conical Intersect
- Louise Berliawsky Nevelson - Transparent Horizon

## Utställningar
- Brice Marden på Solomon R. Guggenheim Museum.

## Födda
- 7 februari - Imke Rust, namibisk målare, skulptör, grafiker, kurator och skribent.
- 20 april – Andrej Mironov, rysk målare.
- 13 juni - Johannes Grenzfurthner, konstintendent, grundare av Monochrom
- Datum okänt
  - Banksy, graffitikonstnär
  - Jenny Wilson, svensk sångerska, musiker och illustratör.
  - Åsa Jungnelius, svensk glaskonstnär
  - Erik Krikortz, svensk konstnär.
  - Andreas Eriksson, svensk konstnär.
  - Dana Sederowsky, svensk konstnär.
  - Tzenko Stoyanov, svensk illustratör.
  - Maxjenny Forslund, svensk möbel och mode designer.
  - Patrik Hultén, svensk illustratör.

## Avlidna

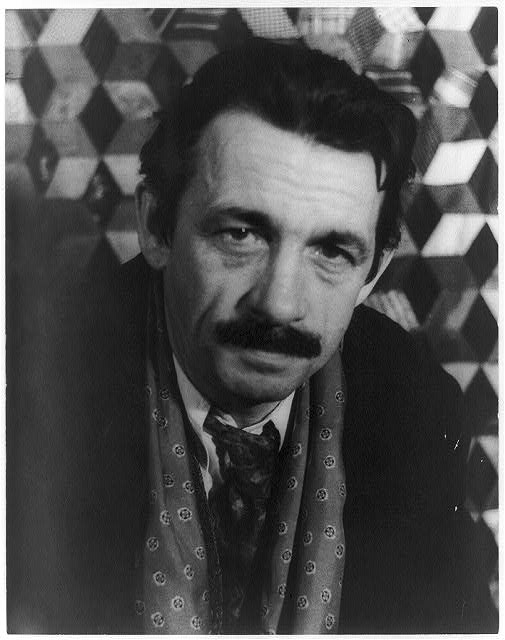
Thomas Hart Benton

- 19 januari - Thomas Hart Benton, väggmålare (född 1889)
- 8 februari - Albin Amelin, svensk konstnär (född 1902)[1]
- 20 maj - Dame Barbara Hepworth, skulptör (född 1903)
- 25 oktober - Padraig Marrinan, irländsk målare (född 1906)
- 20 december - Heinz Henghes, skulptör (född 1906)

### Fotnoter
1. ↑  Sökning i Nationalencyklopedin, 26 juni 2008.